# Austrarchaea
Austrarchaea és un gènere d'aranyes araneomorfes de la família dels arquèids (Archaeidae). Fou descrita per primera vegada l'any 1984 per Forster & Platnick.

## Taxonomia
Austrarchaea, segons el World Spider Catalog del 2017, te reconegudes 27 espècies, totes d'Austràlia:
- Austrarchaea alani Rix & Harvey, 2011
- Austrarchaea aleenae Rix & Harvey, 2011
- Austrarchaea binfordae Rix & Harvey, 2011
- Austrarchaea christopheri Rix & Harvey, 2011
- Austrarchaea clyneae Rix & Harvey, 2011
- Austrarchaea cunninghami Rix & Harvey, 2011
- Austrarchaea daviesae Forster & Platnick, 1984
- Austrarchaea dianneae Rix & Harvey, 2011
- Austrarchaea griswoldi Rix & Harvey, 2012
- Austrarchaea harmsi Rix & Harvey, 2011
- Austrarchaea helenae Rix & Harvey, 2011
- Austrarchaea hoskini Rix & Harvey, 2012
- Austrarchaea judyae Rix & Harvey, 2011
- Austrarchaea karenae Rix & Harvey, 2012
- Austrarchaea mascordi Rix & Harvey, 2011
- Austrarchaea mcguiganae Rix & Harvey, 2011
- Austrarchaea milledgei Rix & Harvey, 2011
- Austrarchaea monteithi Rix & Harvey, 2011
- Austrarchaea nodosa (Forster, 1956)
- Austrarchaea platnickorum Rix & Harvey, 2011
- Austrarchaea raveni Rix & Harvey, 2011
- Austrarchaea smithae Rix & Harvey, 2011
- Austrarchaea tealei Rix & Harvey, 2012
- Austrarchaea thompsoni Rix & Harvey, 2012
- Austrarchaea wallacei Rix & Harvey, 2012
- Austrarchaea westi Rix & Harvey, 2012
- Austrarchaea woodae Rix & Harvey, 2012